# Bactrocera abbreviata
Bactrocera abbreviata är en tvåvingeart som först beskrevs av Hardy 1974.  Bactrocera abbreviata ingår i släktet Bactrocera och familjen borrflugor. Inga underarter finns listade.